# Wydział Artystyczny Uniwersytetu Marii Curie-Skłodowskiej
Wydział Artystyczny Uniwersytetu Marii Curie-Skłodowskiej – wydział Uniwersytetu Marii Curie-Skłodowskiej w Lublinie, utworzony w 1997 w wyniku przekształcenia z Instytutu Wychowania Artystycznego.

## Historia
Pierwszym dziekanem Wydziału został prof. art. graf. Maksymilian Snoch. Wydział został powołany w 1997 roku, aczkolwiek kształcenie artystyczne na Uniwersytecie Marii Curie-Skłodowskiej rozpoczęło się znacznie wcześniej. W roku 1971 w ramach Wyższego Studium Nauczycielskiego UMCS utworzono kierunek wychowanie muzyczne, zaś w 1972 roku kolejny – wychowanie plastyczne. Początkowo były to studia trzyletnie. Jesienią 1973 roku, w ramach nowo utworzonego Wydziału Pedagogiki i Psychologii UMCS, uruchomiono pięcioletnie studia artystyczne o profilu nauczycielskim: wychowania plastycznego i wychowania muzycznego. W 1974 roku powstał na Wydziale Pedagogiki i Psychologii Zakład Wychowania Plastycznego oraz Zakład Wychowania Muzycznego. W 1976 roku obie jednostki weszły w skład nowo powołanego Instytutu Wychowania Muzycznego, funkcjonującego w ramach Wydziału Pedagogiki i Psychologii UMCS. Pierwszym dyrektorem Instytutu został doc. Kazimierz Dobrzyński, muzykolog z Warszawy. W tym samym czasie Instytut otrzymał pierwszą własną siedzibę, w nieistniejącym już pawilonie przy ul. Zana 11a. Od 1989 roku Instytut Wychowania Artystycznego zaczął funkcjonować na prawach wydziału. W 1991 roku Instytut otrzymał trzy budynki położone przy al. Kraśnickiej 2, o łącznej powierzchni 4000 m². Aktualnie stanowią one siedzibę Wydziału.
Uchwałą Senatu Akademickiego z 23 kwietnia 1997 roku, która weszła w życie 1 września 1997 roku, przekształcono Instytut Wychowania Artystycznego w Wydział Artystyczny UMCS.
1 października 2001 r. wprowadzono na Wydziale nowe nazwy kierunków studiów. Kierunek wychowanie plastyczne zmienił nazwę na edukacja artystyczna w zakresie sztuk plastycznych, natomiast kierunek wychowanie muzyczne zmienił nazwę na edukacja artystyczna w zakresie sztuki muzycznej. W 1999 roku przeprowadzono pierwszy nabór kandydatów na 5-letnie stacjonarne studia magisterskie na kierunek grafika, zaś w 2001 roku rozpoczęto rekrutację na kierunek malarstwo. W tym samym roku akademickim uruchomiono także 3-letnie licencjackie studia wieczorowe na kierunku jazz i muzyka estradowa. Od 2003 roku Wydział posiada uprawnienia do nadawania stopnia doktora sztuki w dyscyplinie sztuki plastyczne i konserwacja dzieł sztuki.

## Kierunki kształcenia
Dostępne kierunki:
- Edukacja artystyczna w zakresie sztuk plastycznych (studia I stopnia)
- Edukacja artystyczna w zakresie sztuki muzycznej (studia I stopnia)
- Grafika (studia jednolite magisterskie)
- Graphic arts (studia II stopnia)
- Jazz i muzyka estradowa (studia I i II stopnia)
- Malarstwo (studia jednolite magisterskie)

## Poczet dziekanów
1. prof. Maksymilian Snoch (1997–1999)
2. prof. Grzegorz Mazurek (1999–2005)
3. prof. dr hab. Urszula Bobryk (2005–2012)
4. prof. dr hab. Artur Popek (2012–2016)
5. dr hab. Alicja Snoch-Pawłowska (od 2016)

## Władze Wydziału
W kadencji 2020–2024:
| Stanowisko                 | Imię i nazwisko                |
| -------------------------- | ------------------------------ |
| Dziekan                    | dr hab. Alicja Snoch-Pawłowska |
| Prodziekan ds. studenckich | dr hab. Alicja Kupiec          |

## Struktura organizacyjna

### Instytut Muzyki
Dyrektor: dr hab. Piotr Wijatkowski
- Katedra Chóralistyki i Kształcenia Wokalnego
- Katedra Pedagogiki Instrumentalnej i Teorii Muzyki
- Katedra Muzyki Jazzowej i Rozrywkowej
- Instytutowy Zespół Badawczy

### Instytut Sztuk Pięknych
Dyrektor: prof. dr hab. Krzysztof Szymanowicz
- Katedra Malarstwa i Rysunku
- Katedra Grafiki Projektowej i Druku Płaskiego
- Katedra Grafiki Warsztatowej
- Katedra Intermediów
- Katedra Sztuki Mediów Cyfrowych
- Katedra Rzeźby i Ceramiki